# نهر يانونكاي
نهر يانونكاي (بالإنجليزية: Yanuncay River)‏هو نهر من أنهار الإكوادور, يمر من خلال مدينة كوينكا.